# Drosophila kauluai
Drosophila kauluai är en tvåvingeart som beskrevs av William Alanson Bryan 1934. Drosophila kauluai ingår i släktet Drosophila och familjen daggflugor.
Artens utbredningsområde är Hawaii.